# Ron Yeats
Pour les articles homonymes, voir Yeats.
Ronald « Ron » Yeats, né le 15 novembre 1937 à Aberdeen (Écosse) et mort le 6 septembre 2024 est un joueur de football écossais actif comme défenseur central de 1957 à 1977.
Il est capitaine du Liverpool Football Club lors des premiers grands succès du club dans les années 1960.
Yeats est surnommé « The Colossus » de par sa présence physique.

## Biographie
Yeats est international des moins de 15 ans qui joue pour Aberdeen Lads quand il signe en faveur du Dundee United FC.
Ce grand défenseur central est acheté par l'entraîneur de Liverpool, Bill Shankly, en 1961. Il est immédiatement nommé capitaine de Liverpool. L'équipe monte en première division après huit saisons en seconde division. Il fait ses débuts lors d'une victoire 2-0 en championnat contre les Bristol Rovers à Eastville le 19 août 1961. Son premier but vient deux ans plus tard, à la 75e minute d'un derby contre Manchester United à Old Trafford le 23 novembre 1963, permettant à Liverpool de s'imposer 1-0.
Yeats remporte un nouveau titre de champion en 1966. Durant cette période, il est appelé deux fois en équipe nationale écossaise. Après 454 matchs, Yeats quitte le club de Liverpool pour les Tranmere Rovers en 1971.
En 1976, à l'âge de 38 ans, il rejoint les Los Angeles Skyhawks à la demande de l'entraîneur Ron Newman. Puis en 1977, il devient entraîneur-joueur des Santa Barbara Condors.  
En 1986, Yeats retourne à Anfield comme directeur du recrutement du club de Liverpool. Il reste à ce poste jusqu'à la retraite en mai 2006.
Il est élu 29e par les supporters de Liverpool dans le classement 100 Players Who Shook The Kop.

## Statistiques
| Club            | Saison    | Championnat | Championnat | FA Cup          | FA Cup          | Coupe de la ligue anglaise | Coupe de la ligue anglaise | Europe | Europe | Autres | Autres | Total  | Total |
| Club            | Saison    | Matchs      | Buts        | Matchs          | Buts            | Matchs                     | Buts                       | Matchs | Buts   | Matchs | Buts   | Matchs | Buts  |
| --------------- | --------- | ----------- | ----------- | --------------- | --------------- | -------------------------- | -------------------------- | ------ | ------ | ------ | ------ | ------ | ----- |
| Tranmere Rovers | 1973-1974 | 36          | 2           | ?               | ?               | ?                          | ?                          | 0      | 0      | 0      | 0      | 36     | 2     |
| Tranmere Rovers | 1972-1973 | 42          | 1           | ?               | ?               | ?                          | ?                          | 0      | 0      | 0      | 0      | 42     | 1     |
| Tranmere Rovers | 1971-1972 | 18          | 3           | ?               | ?               | ?                          | ?                          | 0      | 0      | 0      | 0      | 18     | 3     |
| Liverpool FC    | 1970-1971 | 12          | 1           | 2               | 0               | 0                          | 0                          | 2      | 0      | 0      | 0      | 16     | 1     |
| Liverpool FC    | 1969-1970 | 37          | 3           | 6               | 0               | 2                          | 0                          | 3      | 0      | 0      | 0      | 48     | 3     |
| Liverpool FC    | 1968-1969 | 39          | 2           | 4               | 0               | 3                          | 0                          | 2      | 0      | 0      | 0      | 48     | 2     |
| Liverpool FC    | 1967-1968 | 38          | 2           | 9               | 0               | 2                          | 0                          | 6      | 1      | 0      | 0      | 55     | 3     |
| Liverpool FC    | 1966-1967 | 40          | 2           | 4               | 0               | -                          | -                          | 5      | 0      | 1      | 0      | 50     | 2     |
| Liverpool FC    | 1965-1966 | 42          | 2           | 1               | 0               | -                          | -                          | 9      | 0      | 1      | 0      | 53     | 3     |
| Liverpool FC    | 1964-1965 | 35          | 0           | 8               | 0               | -                          | -                          | 9      | 1      | 1      | 0      | 53     | 1     |
| Liverpool FC    | 1963-1964 | 36          | 1           | 5               | 0               | -                          | -                          | 0      | 0      | 0      | 0      | 41     | 1     |
| Liverpool FC    | 1962-1963 | 38          | 0           | 6               | 0               | -                          | -                          | 0      | 0      | 0      | 0      | 44     | 0     |
| Liverpool FC    | 1961-1962 | 41          | 0           | 5               | 0               | -                          | -                          | 0      | 0      | 0      | 0      | 46     | 0     |
| Club            | Saison    | Championnat | Championnat | Coupe écossaise | Coupe écossaise | Coupe de la ligue          | Coupe de la ligue          | Europe | Europe | Autres | Autres | Total  | Total |
| Club            | Saison    | Matchs      | Buts        | Matchs          | Buts            | Matchs                     | Buts                       | Matchs | Buts   | Matchs | Buts   | Matchs | Buts  |
| Dundee United   | 1960-1961 | 28          | 0           | 1               | 0               | 6                          | 0                          | 0      | 0      | 0      | 0      | 35     | 0     |
| Dundee United   | 1959-1960 | 33          | 1           | 2               | 0               | 5                          | 0                          | 0      | 0      | 0      | 0      | 40     | 1     |
| Dundee United   | 1958-1959 | 19          | 0           | 4               | 0               | 3                          | 0                          | 0      | 0      | 0      | 0      | 26     | 0     |
| Dundee United   | 1957-1958 | 15          | 0           | 2               | 0               | 0                          | 0                          | 0      | 0      | 0      | 0      | 17     | 0     |
| Total           |           | 550         | 19          | 59              | 0               | 21                         | 0                          | 36     | 2      | 3      | 1      | 669    | 22    |

## Palmarès

### Los Angeles Skyhawks
- 1976 : Vainqueur de l'American Soccer League

### Dundee United
- 1959-1960 : Champion d'Écosse de D2

### Liverpool
- 1961-1962 : Vainqueur de la Football League Second Division (Division 2)
- 1963-1964 : Vainqueur de la Football League First Division (Division 1)
- 1964-1965 : Vainqueur du Charity Shield (titre partagé)
- 1964-1965 : Vainqueur de la Coupe d'Angleterre (FA Cup)
- 1965-1966 : Vainqueur du Charity Shield (titre partagé)
- 1965-1966 : Vainqueur de la Football League First Division (Division 1)
- 1965-1966 : Finaliste de la Coupe d'Europe des vainqueurs de coupe de football en 1966
- 1966-1967 : Vainqueur du Charity Shield (titre partagé)